# Балка Ясенові Колки
Балка Ясенові Колки — балка (річка) в Україні у Богодухівському районі Харківської області. Ліва притока річки Сухий Мерчик (басейн Дніпра).

## Опис
Довжина балки приблизно 10,45 км, найкоротша відстань між витоком і гирлом — 8,44 км, коефіцієнт звивистості річки — 1,24. Формується декількома балками та загатами. На деяких ділянках балка пересихає.

## Розташування
Протікає у Богодухівській (верхні і нижня течія) та Валківській (середня течія) міських громадах. Бере початок на північному сході від села Симиренківське, тече спочатку переважно на захід через урочище Шевченківка, потім на північ. Впадає у Сухий Мерчик, ліву притоку Мерла  у північно-східній частині села Олександрівка.
Праві притоки балки Ясенові Колки від витоку до гирла: 
- Яр Попович, у верхів'ї село Байрак
- Яр Топлів, на півночі селище Вікторівка
- Яр Водолазький
- Яр Волів

## Цікаві факти
- Від витоку балки на північно-східній стороні на відстані приблизно 1,04 км пролягає автошлях Т 2106[3] (територіальний автомобільний шлях в Україні, Краснокутськ — Старий Мерчик — Автотраса E40 М03. Проходить територією Богодухівського району Харківської області.).